# 誓い (ゴスペラーズの曲)
「誓い」（ちかい）は、ゴスペラーズ18作目のシングル。2001年11月14日発売。発売元はキューンミュージック。

## 概要
作詞の安岡優曰く、本楽曲のテーマは「ハモリ風呂」。
前々作「ひとり」以来となるバラード。ソロボーカルは、全編黒沢薫。作曲した黒沢曰く「コンビニの帰り道、夜空を見上げたらメロディが浮かんできた」。
ミュージック・ビデオは神奈川県藤沢市「湘南鎌倉クリスタルホテル」の「セント･ラファエロ大聖堂」で撮影された。
ベスト・アルバム『G10』投票ランキングでは14位にランクイン。
カップリング曲『砂時計』も22位にランクイン、A・B両面とも収録曲入りした。
人気曲の一つ。

## 収録曲
全作詞：安岡優
1. 誓い (5:32)
作曲：黒沢薫／編曲：K-Muto
2. 砂時計 (4:05)
作曲：安岡優・北山陽一 ／編曲：北山陽一

## 収録アルバム
- FRENZY(#1)
- G10(#1,#2)
- Love NotesII(#1)